# American Society of Cinematographers Award de la meilleure photographie pour une série
L'American Society of Cinematographers Award de la meilleure photographie pour une série est une récompense décernée depuis 1988 par l'American Society of Cinematographers pour ses prix.
Elle récompense la photographie d'un épisode de série (sauf pour le premier lauréat du premier où aucun épisode précis n'est évoqué). Les pilotes ne sont pas inclus dans cette catégorie sauf de 2009 à 2014.

## Palmarès
Le symbole «♛» indique une victoire au Primetime Emmy Award de la meilleure photographie.

### Années 1980
- 1988 : Heart of the City (en) – Woody Omens • ABC ♛
  - Clair de lune (Moonlighting), épisode Auprès de ma blonde (Blonde on Blonde) – Gerald P. Finnerman • ABC
  - Histoires fantastiques (Amazing Stories), épisode La mauvaise tête (Go to the Head of the Class) – John McPherson • NBC
  - Les deux font la paire (Scarecrow & Mrs. King), épisode Une affaire d'honneur (Unfinished Business) – Richard L. Rawlings • CBS
  - La Loi de Los Angeles (L.A. Law), pilote Débuts difficiles – Reynaldo Villalobos • NBC
- 1989 : Le Cavalier solitaire (Paradise), épisode Balle perdue (Stray Bullet) – Richard M. Rawlings Jr. • CBS
  - La Belle et la Bête (Beauty and the Beast), épisode La Nouvelle Venue (Gold Bless the Child) – Stevan Larner • CBS
  - La Belle et la Bête (Beauty and the Beast), épisode Sans issue (No Way Down) – Roy Wagner • CBS ♛
  - Clair de lune (Moonlighting), épisode L'Inaccessible amour (Here's Living With You Kid) – Gerald P. Finnerman • ABC
  - Sable (en), épisode Toy Gun – Alex Nepomniaschy • ABC

### Années 1990
- 1990 : Arabesque (Murder, She Wrote), épisode La Malédiction (Night of the Tarantula) – John Elsenbach • CBS
  - Rick Hunter (Hunter), épisode Investissement mortel (Investment in Death) – James Bagdonas • NBC
  - Un flic dans la mafia (Wiseguy), épisode Quel souvenir auront-ils de moi ? (How Will They Remember Me?) – Frank Johnson • CBS
  - La Belle et la Bête (Beauty and the Beast), épisode Tempêtes (Snow) – Stevan Larner • CBS
  - Le Cavalier solitaire (Paradise), épisode La Défense de la loi (Common Good) – Richard M. Rawlings Jr. • CBS
- 1991 : Arabesque (Murder, She Wrote), épisode Tout finit par des chansons (Ballad for a Blue Lady) – John Elsenbach • CBS
  - Code Quantum (Quantum Leap), épisode Quitte ou double (Pool Hall Blues) – Michael Watkins • NBC ♛
  - Gabriel Bird (Gabriel's Fire), épisode Money Walks – Victor Goss • ABC
  - Génération Pub (Thirtysomething), épisode The Go–Between – Kenneth D. Zunder • ABC
  - La loi est la loi (Jake and the Fat Man), épisode Les Enfants terribles (God Bless the Child) – John C. Flinn • CBS
- 1992 : The Trials of Rosie O'Neil, épisode This Can't Be Love – Jack Priestley • CBS
  - Code Quantum (Quantum Leap), épisode Cauchemars (Dreams) – Michael Watkins • NBC
  - Columbo, épisode Meurtre au champagne (Death Hits a Jackpot) – George Koblasa • ABC
  - L'Équipée du Poney Express (The Young Riders), épisode Tant qu'il y aura des chevaux (Spirits) – Ross A. Maehl • ABC
  - La loi est la loi (Jake and the Fatman), épisode Quitte ou double (Street of Dreams) – John C. Flinn • CBS
- 1993 : La loi est la loi (Jake and the Fatman), épisode Cauchemars (Nightmare) – John C. Flinn • CBS
  - Bienvenue en Alaska (Northern Exposure), épisode Cicely – Frank Prinzi • CBS ♛
  - Brooklyn Bridge (en), épisode The Last Immigrant – Kenneth D. Zunder • CBS
  - Code Quantum (Quantum Leap), épisode Au douzième coup de minuit (Killing Time) – Michael Watkins • ABC
  - L'Équipée du Poney Express (The Young Riders), épisode Le Détective (Shadow Man) – Ross A. Maehl • ABC
- 1994 : Docteur Quinn, femme médecin (Dr. Quinn, Medicine Woman), épisode Voyage à Boston (Where the Heart Is) – Roland Ozzie Smith • CBS ♛
  - Les Aventures du jeune Indiana Jones (The Young Indiana Jones Chronicles), épisode Istanbul – David Tattersall • ABC
  - Mystères à Santa Rita (Second Chances), épisode Les Lunettes (I Can't Get No Satisfacion) – Lowell Peterson• CBS
  - New York Police Blues (NYPD Blue), épisode L'Oscar est attribué à ... (Oscar Meyer Weiner) – Brian Reynolds • ABC
  - New York Police Blues (NYPD Blue), épisode Réhabilitation (True Confessions) – Bing Sokolsky • ABC
- 1995 : Urgences (ER), épisode Jour J (Day One) – Thomas A. Del Ruth • NBC
  - Docteur Quinn, femme médecin (Dr. Quinn, Medicine Woman), épisode L'Affaire Washington (The Washington Affair) – Roland Ozzie Smith • CBS
  - New York Police Blues (NYPD Blue), épisode La Femme calcinée (You Bet Your Life) – Brian J. Reynolds • ABC
  - Star Trek: Deep Space Nine, épisode Entrelacs (Crossover) – Marvin Rush • Diffusion en syndication
  - X-Files : Aux frontières du réel (The X-Files), épisode Duane Barry – John Bartley • Fox
- 1996 : Murder One, épisode Chapter Four – Aaron Schneider • ABC
  - Chicago Hope : La Vie à tout prix (Chicago Hope) épisode Congé sabbatique (Leave of Absence) – Kenneth D. Zunder • CBS
  - Les Contes de la crypte (Tales From the Crypt), épisode Vous meurtrier (You, Murderer) – Rick Bota • HBO
  - New York Police Blues (NYPD Blue), épisode L'honneur peut attendre (Heavin' Can Wait) – Brian J. Reynolds • ABC
  - X-Files : Aux frontières du réel (The X-Files), épisode Monstres d'utilité publique 2 (731) – John S. Bartley • Fox ♛
- 1997 : Murder One, épisode Chapter Nine – Aaron Schneider • ABC
  - Chicago Hope : La Vie à tout prix (Chicago Hope), épisode Au bout du chemin (Time to Kill) – James Bagdonnas • CBS
  - High Incident, épisode The Godfather – Bing Sokolsky • ABC
  - New York Police Blues (N.Y.P.D. Blue), épisode Hors limites (Closing Time) – Brian J. Reynolds • ABC
  - X-Files : Aux frontières du réel (The X-Files), épisode Le Visage de l'horreur (Grotesque) – John S. Bartley • Fox
- 1998 : Troisième planète après le Soleil (3rd Rock From the Sun), épisodes Le Premier rêve (Nightmare on Dick Street) – Marc Reshovsky • NBC
  - Ally McBeal, épisode Mariage à trois (Silver Bells) – Billy Dickson • Fox
  - Chicago Hope : La Vie à tout prix (Chicago Hope), épisode Miracles à l'hôpital (Hope Against Hope) – James Bagdonas • CBS
  - Millennium, épisode Les Blessures du passé (Thin White Line) – Robert McLachlan • Fox
  - Prince Street, épisode God Bless America – Jonathan Freeman • NBC
- 1999 : X-Files : Aux frontières du réel (The X-Files), épisode Poursuite (Drive) – Bill Roe • Fox 
  - JAG, épisode Jusqu'au bout du monde (Gypsy Eyes) – Hugo Cortina • CBS
  - Michael Hayes, épisodes Au dessus des lois (Imagine) – James L. Carter • CBS
  - Millennium, épisode Ossements (Skull and Bones) – Robert McLachlan • Fox
  - X-Files : Aux frontières du réel (The X-Files), épisode Compagnons de route (Travellers) – Joel Ransom • Fox

### Années 2000
- 2000 : X-Files : Aux frontières du réel (The X-Files), épisode Agua mala – Bill Roe • Fox
  - Felicity, épisodes Les cris du cœurs (Todd Mulcahy) – Robert Primes • The WB ♛
  - Millennium, épisode Matriochka (Matroyshka) – Robert McLachlan • Fox
  - Profiler, épisodes Le Vrai Visage de Jack (Las Brisas) – Lowell Peterson • NBC
  - Sarah (Time of Your Life), épisode Rien ne va plus (The Time the Millennium Approached) – John Peters • Fox
- 2001 : À la Maison-Blanche (The West Wing), épisode Noël – Thomas A. Del Ruth • NBC
  - Ally McBeal, épisode Une comédie presque musicale (The Musical, Almost) – Billy Dickson • Fox
  - Les Anges du bonheur (Touched by an Angel), épisode Trouver sa place (God Bless the Child) – Frank E. Johnson • CBS
  - Les Médiums (The Others), épisode Le Message (1112) – Shelly Johnson • NBC
  - The Practice : Bobby Donnell et Associés (The Practice), épisode Un marché de dupes (The Deal) – Dennis Smith • ABC
  - X-Files : Aux frontières du réel (The X-Files), épisode Patience – Bill Roe • Fox
- 2002 : À la Maison-Blanche (The West Wing), épisodeBartlet, pour l'Amérique (Bartlet for America) – Thomas A. Del Ruth • NBC
  - Alias, épisode Sale Temps (Time Will Tell) – Michael Bonnvillain • ABC
  - Ally McBeal, épisode On tourne la page (The Wedding) – Billy Dickson • Fox
  - Les Experts (CSI: Crime Scene Investigation), épisode Faux coupable (Alter Boys) – Michael Barrett • CBS
  - X-Files : Aux frontières du réel (The X-Files), épisode Espérance (This is Not Happening) – Bill Roe • Fox
- 2003 : MDs (en), épisode Wing and a Prayer – Robert Primes • ABC
  - À la Maison-Blanche (The West Wing), épisode Sainte nuit (Holy Night) – Thomas A. Del Ruth • NBC
  - Alias, épisode Page 47 – Michael Bonvillain • ABC
  - Ally McBeal, épisode Tel père, tel fils (What I'll Never Do for Love Again) – Billy Dickson • Fox
  - Les Experts (CSI: Crime Scene Investigation), épisode Dernier round (Fight Night) – Frank Byers • CBS
  - Les Experts (CSI: Crime Scene Investigation), épisode Vengeance à retardement (Snuff) – Michael Barrett • CBS
  - X-Files : Aux frontières du réel (The X-Files), épisode Clairvoyance (Release) – Bill Roe • Fox
- 2004 : La Caravane de l'étrange (Carnivale), épisode Choisis un chiffre (Pick A Number) – Jeffrey Jur • HBO
  - À la Maison-Blanche (The West Wing), épisode Portée disparue (7A WF 83429) – Thomas A. Del Ruth • NBC
  - Agence Matrix (Threat Matrix), épisode La Dame de pique (Dr. Germ) – Chris Manley • ABC
  - Cold Case : Affaires classées (Cold Case), épisode Le temps de la haine (Time to Hate) – Eric Schmidt • CBS
  - Preuve à l'appui (Crossing Jordan), épisode Mort en eaux profondes (Dead Wives Club) – John Aronson • NBC
- 2005 : Les Experts (CSI: Crime Scene Investigation), épisode En eaux troubles (Down the Drain) – Nathan Hope • CBS
  - Deadwood, épisode Eaux troubles (Deep Water) – David Boyd • HBO
  - Les Experts: Manhattan (CSI: NY), épisode Le tunnel de l'enfer (A Man A Mile) – Chris Manley • CBS
  - À la Maison-Blanche (The West Wing), épisode Gaza – Thomas A. Del Ruth • NBC
  - Les Soprano (The Sopranos), Arrivederci bella (Long Term Parking) – Alik Sakharov • HBO
- 2006 : Les Experts (CSI: Crime Scene Investigation), Qui a tué Sherlock Holmes ? (Who Shot Sherlock?) – Nathan Hope • CBS
  - La Caravane de l'étrange (Carnivále), épisode Tours de passe-passe (Los Moscos) – Jeffrey Jur • HBO
  - FBI : Portés disparus (Without A Trace), épisode Cavalier seul (Freefall) – John B. Aronson • CBS
  - Las Vegas, La même chanson (Everything Old is You Again) – John C. Newby • NBC
  - Smallville, épisode Dans l'enfer de Shanghaï (Sacred) – Glen Winter • CW
- 2007 : Smallville, épisode L'Archer vert (Arrow) – David Moxness • CW
  - Day Break, épisode Et s'il cooperait ? (What If They Find Him) – Bill Roe • ABC
  - Dr House (House M.D.), épisode Retour en force (Meaning) – Gale Tattersall • Fox
  - Les Experts (CSI:Crime Scene Investigation), épisode Dans la tête d'un tueur (Killer) – Nathan Hope • CBS
  - Les Experts : Miami (CSI:Miami), épisode Chambre noire (Darkroom) – Eagle Egilsson • CBS
- 2008 : Smallville, épisode Un grand classique (Noir) – Glen Winter • CW
  - The Black Donnellys, épisode Tous dans le caniveau (All of Us Are in the Gutter) – Russell Lee Fine • NBC
  - Les Experts (CSI:Crime Scene Investigation), épisode Un Homme au tapis (Ending Happy) – James L. Carter • CBS
  - Les Experts : Miami (CSI:Miami), épisode Transfert à haut risque (Inside Out) – Eagle Egilsson • CBS
  - Women's Murder Club, épisode Affaires de femmes (Welcome to the Club) – John Fleckenstein • ABC
- 2009 : Les Experts (CSI: Crime Scene Investigation), épisode Double fond (For Gedda) – Nelson Cragg • CBS
  - Dr House (House M.D.), épisode Dans la tête de House… (House's Head) – Gale Tattersall • Fox
  - Flashpoint, épisode Indemnités compensatoires (Who's George?) – Stephen Reizes • CTV
  - Smallville, épisode Réminescences (Fracture) – Glen Winter • CW
  - Les Tudors (The Tudors), épisode Suprématie royale (Everything Is Beautiful) – Ousama Rawi • Showtime

### Années 2010
- 2010 : Dark Blue : Unité infiltrée (Dark Blue), épisode Les rois de la dope (Venice Kings) – Eagle Egilsson • TNT
  - Les Experts (CSI: Crime Scene Investigation), épisode Garde des Corps (Family Affair) – Christian Sebaldt • CBS
  - FlashForward, épisode Changer les règles (The Gift) – Jeffrey Jur • ABC
  - Smallville, épisode Humain, trop humain (Savior) – Glen Winter • CW
  - Ugly Betty, épisode La mode donne des ailes (There's No Place Like Mode) – Michael Price • ABC
- 2011 : Boardwalk Empire, épisode La Maison (Home) – Jonathan Freeman • HBO ♛
  - Boardwalk Empire, épisode Contrôle des naissances (Family Limitations) – Kramer Morgenthau • HBO
  - Dark Blue : Unité infiltrée (Dark Blue), Communauté sous surveillance (Shell Game) – Eagle Egilsson • TNT
  - Mad Men, épisode No Smoking (Blowing Smoke) – Christopher Manley • AMC
  - Nikita, pilote Femmes fatales – David Stockon • CW
  - Smallville, épisode Les Amants maudits (Shield) – Michael Wale • CW
  - Smallville, épisode L'Oiseau bleu (Abandoned) – Glen Winter • CW
- 2012
  - Épisode d'une demi-heure : Californication, épisode Trop sombre pour voir (Suicide Solution) – Michael Weaver • Showtime
    - Bored to Death, épisode On s'en fout des harengs ! (Forget the Herring) – Vanja Cernjul • HBO
    - L'Heure de la peur (The Haunting Hour 2), épisode Brosser avec folie (Brush with Madness) – Michael Balfry • Hub Network
    - Man Up, épisode Acceptance – Levie Isaacks • ABC
    - Modern Family, épisode Le Retour de Mister Clive (Bixby's Back) – James Bagdonas • ABC

  - Épisode d'une heure : Boardwalk Empire, épisode 21 – Jonathan Freeman • HBO ♛
    - Boardwalk Empire, épisode Aux disparus (To the Lost) – David Franco • HBO
    - Chase, épisode Mafia : Deuxième partie (Narco Part 2) – David Stockon • NBC
    - Downton Abbey, pilote Question de succession – David Katznelson • ITV1
    - Pan Am, pilote Embarquement immédiat – John Lindley • ABC
- 2013
  - Épisode d'une demi-heure : Wilfred, épisode Truth – Bradford Lipson • FX
    - Ben and Kate, épisode Trop de la balle ! (Guitar Face) – Ken Glassing • Fox
    - Happy Endings, épisode Four Weddings and a Funeral (Minus Three Weddings and One Funeral) – Michael Price • ABC
    - House of Lies, épisode Vice, magouilles et consulting (Gods of Dangerous Financial Instruments) – Peter Levy • Showtime
    - The New Normal, pilote Deux papas pour un bébé – Michael Goi • NBC

  - Épisode d'une heure : ex-æquo
    - Game of Thrones, épisode Le Nord se souvient (The North Remembers) – Kramer Morgenthau • HBO
    - Hunted, épisode La Survivante (Mort) – Balazs Bolygo • BBC
      - Alcatraz, pilote Jack Sylvane – David Stockton • Fox
      - Fringe, épisode Armée secrète (Letters of Transit) – David Moxness • Fox
      - Mad Men, épisode The Phantom – Christopher Manley • AMC
      - Strike Back, Episode 1.1 – Michael Spragg • Cinemax
- 2014
  - Épisode d'une demi-heure : Drunk History, épisode Detroit – Blake McClure • Comedy Central
    - Alpha House, pilote – Matthew J. Lloyd • Amazon Video
    - House of Lies, épisode Un faux pas dans la course (The Runner Stumbles) – Peter Levy • Showtime

  - Épisode d'une heure : Game of Thrones, épisode Valar Dohaeris – Jonathan Freeman • HBO
    - Beauty and the Beast, épisode Le Dîner (Tough Love) – David Greene • CW
    - Boardwalk Empire, épisode Erlkönig – David Franco • HBO
    - The Borgias, épisode L'Épuration (The Purge) – Pierre Gill • Showtime
    - Dracula, épisode Le Sang, c'est la vie (The Blood Is the Life) – Ousama Rawi • NBC
    - Game of Thrones, épisode Baisée par le feu (Kissed by Fire) – Anette Haellmigk • HBO
    - Magic City, épisode Les péchés du père (The Sins of the Father) – Steven Bernstein • Starz
    - Sleepy Hollow, pilote Le Cavalier sans tête – Kramer Morgenthau • Fox
- 2015 : Boardwalk Empire, épisode Golden Days for Boys and Girls – Jonathan Freeman • HBO ♛
  - Game of Thrones, épisode Les Enfants (The Children) – Anette Haellmigk • HBO
  - Game of Thrones, épisode L'Oiseau moqueur (Mockingbird) – Fabian Wagner • HBO
  - Gotham, épisode Sous le masque du mal (Spirit of the Goat) – Christopher Norr • Fox
  - Manhattan, épisode Perestroïka – Richard Rutkowski • WGN
  - Vikings, épisode L'aigle du sang (Blood Eagle) – PJ Dillon • History
- 2016 : Marco Polo, épisode Le Quatrième Pas (The Fourth Step) – Vanja Cernjul • Netflix
  - 12 Monkeys, épisode L'Antre de la folie (Mentally Divergent) – David Greene • SyFy
  - Game of Thrones, épisode Durelieu (Hardhome) – Fabian Wagner • HBO
  - Gotham, épisode Le Bras de la vengeance (Scarification) – Crescenzo Notarile • Fox
  - Gotham, épisode La Force de frappe (Strike Force) – Christopher Norr • Fox

Depuis 2017 : scission entre les programmes diffusés sur une chaîne ou une plateforme avec publicité (Commercial Television) ou sans (Non-commercial Television).
- 2017
  - Télévision avec publicité : Mr. Robot, épisode d3masqu3r_p1.tc (eps2.0_unm4sk-pt1.tc) – Tod Campbell • USA Network
    - Gotham, épisode Sueurs froides (Wrath of the Villains: Mr. Freeze) – Christopher Norr • Fox
    - Manhattan, épisode Compte à rebours (Jupiter) – Richard Rutkowski • WGN
    - Preacher, épisode Bienvenue en enfer (Finish the Song) – John Grillo • AMC
    - Underground, épisode The Macon 7 – Kevin McKnight • WGN

  - Télévision sans publicité : Game of Thrones, épisode La Bataille des bâtards (Battle of the Bastards) – Fabian Wagner • HBO
    - Game of Thrones, épisode Le Livre de l'Étranger (Book of the Stranger) – Anette Haellmigk • HBO
    - House of Cards, épisode Chapter 45 – David M. Dunlap • Netflix
    - Outlander, épisode La Bataille de Prestonpans (Prestonpans) – Neville Kidd • Starz
    - Penny Dreadful, épisode Le jour où Tennyson est décédé (The Day Tennyson Died) – John Conroy • Showtime

## Victoires et nominations multiples
- Séries les plus nommés
- Séries les plus récompensés